# Архипов, Александр Николаевич
Алекса́ндр Никола́евич Архи́пов (1788—1836) — российский горный инженер и металлург; берг-гауптман 6-го класса.

## Биография
Об его детстве информации практически не сохранилось, да и прочие биографические сведения о нём очень скудны и отрывочны; известно лишь, что Александр Архипов родился в 1788 году; окончив в 1807 году курс в Горном кадетском корпусе, поступил на Колывано-воскресенские (Алтайские) заводы, где и находился приставом по заводской части сперва на Сузунском, а затем на Локтевском заводах. 
В 1812 году А. Н. Архипов назначен был помощником обер-берг-пробирера при департаменте горных и соляных дел, а в 1820 году командирован на Урал, на заводы наследников Яковлева, и затем, в 1823 году, причислен к пермскому горному правлению. 
Через два года он перешел на Гороблагодатские заводы и здесь ему было поручено производство опытов послуживших материалом для составления новых штатов и положений. По окончании подготовительных работ, Архипов принимал участие и в занятиях комитета, учрежденного при департаменте горных и соляных дел для устройства казенных горных заводов. Этот комитет окончательно выработал штаты и положения для всех казенных заводов, введенные в действие по Высочайшему повелению в 1829 году. 

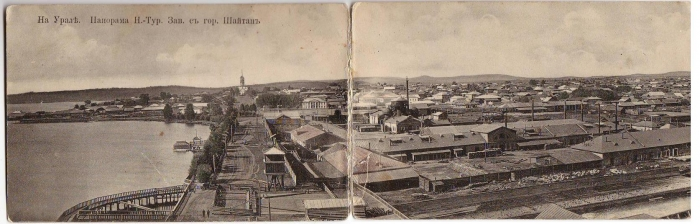
Панорама Нижнетуринского завода, 1902

Назначенный (в чине берг-гауптмана 6-го класса) пробирером и горным механиком Гороблагодатских заводов, Александр Николаевич Архипов, в 1830 году, занял место помощника горного начальника последних. С 1835 года находился в отставке. В 1824 году, как известно, было окончательно подтверждено существование на Урале месторождений платины открытием первых богатых россыпей ее в Гороблагодатском округе. Честь этого открытия принадлежит маркшейдеру Волкову и горному инженеру Галяховскому; Архипову же нельзя не поставить в заслугу первое исследование русской платины в отношении практического применения ее. В лаборатории Кушвинского завода (Гороблагодатского округа) он произвел анализ металла из вновь открытых месторождений, доказавший, что русская платина ни в чем не уступает американской. Занявшись очисткою и сплавлением уральской платины по способу Жанетти и техническою обработкою последней, Архипов, при помощи мастеровых названного завода, приготовил из нее различные предметы, как, например, кольцо, чайную ложку, чернильницу, поднесенные Императору Александру I, дарохранительницу, переданную в Горный кадетский корпус, и др. 
Кроме того, он делал опыты над производством сплава из платины и меди (4/5 на 1/5) и изделий из накладной платины, а также над покрыванием платиной фарфора и стекла (что и было затем применено на Императорском фарфоровом заводе); Архипову принадлежит также первый опыт (впоследствии повторенный и развитый Афанасовым) приготовления в России платинистой стали, из которой им были сделаны нож и зубило, весьма большой твердости и вязкости; последние предметы были также представлены Императору Александру Павловичу, который обратил на них внимание и заметил, что эта сталь очень походит на индийскую (вутц).
Александр Николаевич Архипов умер 20 сентября 1836 года.